# Anton Springer

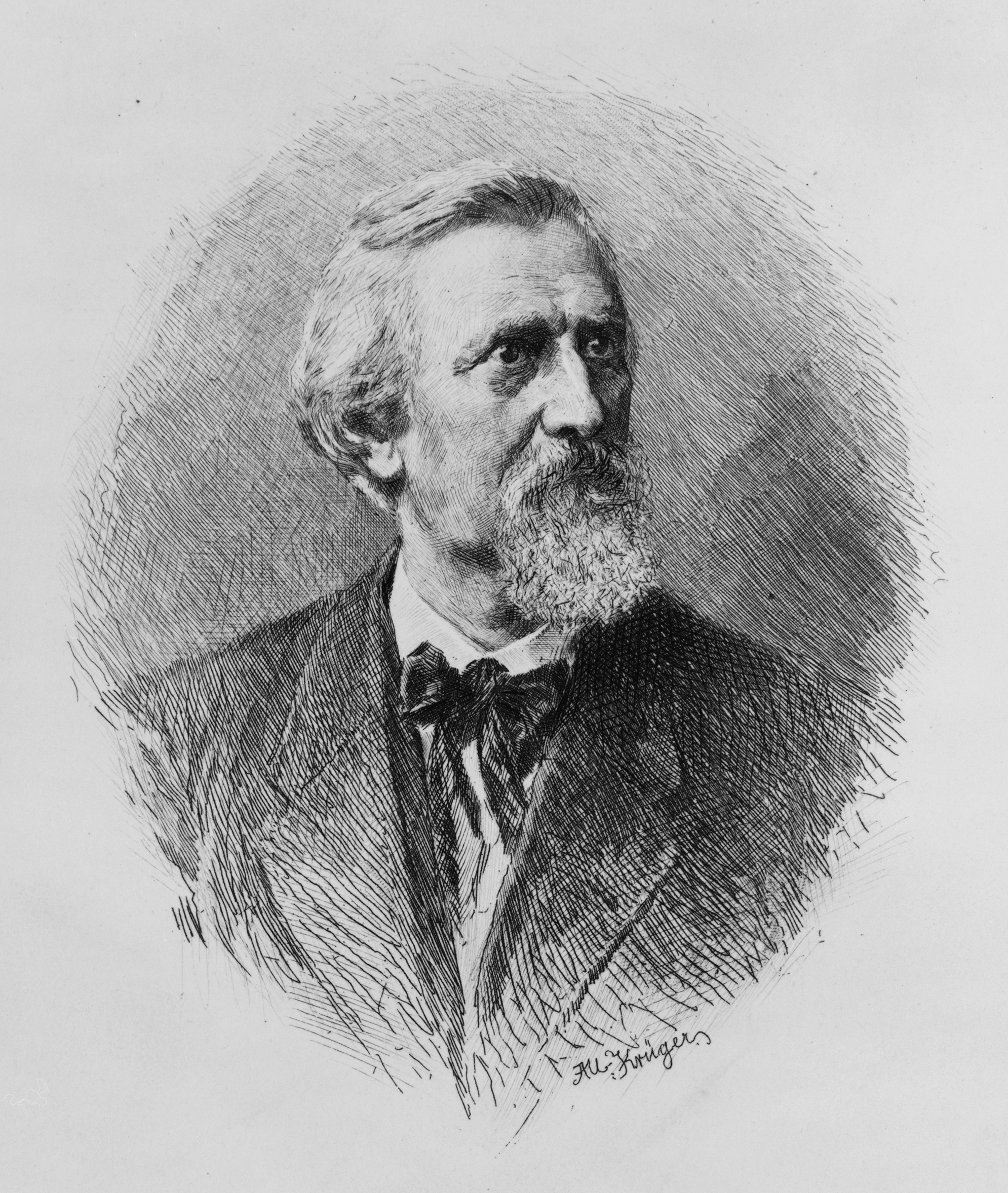
Anton Springer

Anton Springer (* 13. Juli 1825 in Prag; † 31. Mai 1891 in Leipzig; vollständiger Name: Anton Heinrich Springer) gehört zu den führenden deutschen Kunsthistorikern des 19. Jahrhunderts.

## Leben
Anton Springer studierte in Prag Philosophie und Geschichte, promovierte dort auch, widmete sich aber nach Studienreisen, die ihn nach Italien und Deutschland, wenig später auch nach Belgien, Frankreich und England führten, seit 1846 der Kunstgeschichte. In Tübingen verfasste er 1847 eine zweite Dissertation über die Geschichtsauffassung Hegels. Zwischendurch war er auch politisch aktiv und initiierte eine Pressekampagne gegen das Verbot von Theateraufführungen in Tübingen. 1848 hielt er an der Prager Universität Vorlesungen über die „Geschichte des Revolutionszeitalters“, musste aber wegen seiner radikalen politischen Ansichten Prag verlassen. Danach war Springer von 1852 bis 1872 zuerst Dozent, seit 1860 Professor für Kunstgeschichte an der Universität Bonn, an der auch der junge Nietzsche zu seinen begeisterten Studenten zählte.
Nach einer kurzen Lehrtätigkeit in Straßburg besetzte er 1873 als ordentlicher Professor für Geschichte der Mittleren und Neueren Kunst den neu gegründeten Lehrstuhl für Kunstgeschichte an der Philosophischen Fakultät der Universität Leipzig. Dieses versuchte der Historiker Heinrich Wuttke zu verhindern, blieb dabei jedoch erfolglos. Seit 1875 war er ordentliches Mitglied der Königlich Sächsischen Gesellschaft der Wissenschaften.

## Werk
Springer war einer der ersten, der die Kunstgeschichte als streng wissenschaftliches Fach auffasste, weshalb er auch die seinerzeit weit verbreitete literarisch-romantische Herangehensweise an die Kunst, wie sie Herman Grimm praktizierte, oder die unreflektierten kunsthistorischen Ergüsse eines Hermann Knackfuß scharf kritisierte. Er schrieb zahlreiche Abhandlungen über abendländische Kunst. Für viele Baedeker-Reiseführer lieferte Springer die kunsthistorischen Abhandlungen. Schließlich ist die Tatsache, dass er an drei Hochschulen einen Lehrstuhl für das Fach Kunstgeschichte einführte zu erwähnen, mit denen er zugleich den institutionellen Rahmen für die fachwissenschaftliche Kunstgeschichte geschaffen hatte.

## Schriften
- Handbuch der Kunstgeschichte.
  - 1. Aufl. 1879 u. d. T. Textbuch zu Seemann's Kunsthistorischen Bilderbogen. Nebst alphabetischem Verzeichniss der Künstlernamen und einem Orts-Register (sic! nicht -bögen) Digitalisat Harvard
  - 2. Aufl. 1881 u. d. T. Textbuch zu den kunsthistorischen Bilderbogen (sic! nicht -bögen) 5 verschiedene Digitalisate im Hathitrust
  - Supplement Die Kunst des 19. Jahrhunderts. 2. vermehrte Auflage. Leipzig: Seemann 1884 Digitalisat U California = ganzer Band bei Google Books, Digitalisat U Harvard = ganzer Band bei Google Books, Digitalisat New York Public Library = ganzer Band bei Google Books
  - 3. Aufl. Leipzig: Seemann 1889 Digitalisat Princeton = gesamter Band bei Google Books (4 Teile in einem Buch)
  - 4. Aufl. 1895/96 u. d. T. Grundzüge der Kunstgeschichte
  - 5. Aufl. 1898/99 u. d. T. Handbuch der Kunstgeschichte alle 4 Bände bei Hathitrust (derzeit nur mit VPN-Software USA zugänglich)
  - Band 1 Das Altertum
    - 4. Aufl. 1895 Digitalisat Princeton = gesamter Band bei Google Books
    - 12. verb. Auflage, bearbeitet von Paul Wolters 1923 Digitalisat Wisconsin = gesamter Band bei Internet Archive

  - Band 2 Frühchristliche Kunst und Mittelalter
    - 4. Aufl. 1895 Digitalisat California = gesamter Band bei Google Books
    - 12. verb. Auflage, bearbeitet von Joseph Neuwirth 1923 Digitalisat Wisconsin = gesamter Band bei Internet Archive

  - Band 3 Die Renaissance in Italien
    - 4. Aufl. 1896 Digitalisat Princeton = gesamter Band bei Google Books
    - 12. verb. Aufl. bearbeitet von Georg Cronau 1924 Digitalisat Wisconsin = gesamter Band bei Internet Archive

  - Band 4 Die Kunst der Renaissance im Norden; Barock und Rokoko
    - 4. Aufl. 1896 Digitalisat Princeton = gesamter Band bei Google Books
    - 11. verb. Aufl. bearbeitet von Paul Schubring 1923 Digitalisat Wisconsin = gesamter Band bei Internet Archive

  - Band 5 Von 1800 bis zur Gegenwart
    - 4. Aufl. 1896 Digitalisat Princeton = gesamter Band bei Google Books
    - 9. verb. Aufl. bearbeitet von Max Osborn 1925 Digitalisat Michigan = gesamter Band bei Internet Archive
- Albrecht Dürer (1892). Digitalisat Getty Research Institute = gesamter Band bei Internet Archive
- Kunsthistorischer Bilderbogen
- Raffael und Michelangelo. (Sonderabdruck aus: Kunst und Künstler des Mittelalters und der Neuzeit) Leipzig: Seemann 1878 Digitalisat U Harvard = ganzer Band bei Google Books
- Michelangelo in Rom, 1508-1512. Leipzig: S. Hirzel 1875 Digitalisat Getty Research Institute = ganzer Band bei Internet Archive
- Bildende Kunst der Gegenwart (1875).
- Friedrich Christoph Dahlmann. 2 Bde. Leipzig: S. Hirzel 1870-1872
  - Band 1 Digitalisat U Harvard = ganzer Band bei Google Books
  - Band 2 Digitalisat U Harvard = ganzer Band bei Google Books
- Die mittelalterliche Kunst in Palermo. Bonn : A. Marcus, 1869 Digitalisat U Princeton = ganzer Band bei Google Books
- Ikonografische Studien (1860).
- Geschichte der bildenden Künste im 19. Jahrhundert (1858). Digitalisat Bibliothek Elbing, Digitalisat U Harvard
- Leitfaden der Baukunst des Christlichen Mittelalters (1854).
- Aus meinem Leben: von Anton Springer; mit Beiträgen von Gustav Freytag und Hubert Janitschek und mit zwei Bildnissen. Berlin: G. Grote’sche Verlagsbuchhandlung 1892 Digitalisat Getty Research Institute = ganzer Band bei Internet Archive